# 張賢勝
張賢勝（：／ Jang Hyun Seung，1989年9月3日—）是韓國Cube娛樂旗下男歌手，曾為男子團體BEAST（韓語：비스트）的成員，曾與泫雅組成雙人企劃組合Trouble Maker，現作為個人歌手活動，2022年改藝名「ABLE」重新出發。

## 經歷

### 出道前
曾在YG娛樂當練習生，當時以藝名SO-1入選為BIGBANG預備出道成員，但最終未獲得出道機會，後經由在舞蹈學院認識的梁耀燮介紹而轉入Cube娛樂。

### BEAST出道
2009年10月16日正式以BEAST團員身份出道，在隊內擔任領舞、領唱。

### Trouble Maker出道
2011年12月1日與泫雅組成男女混合組合TROUBLE MAKER，並發行同名專輯《Trouble Maker》。賢勝起用藝名JS出席TROUBLE MAKER活動，JS是Jay Stomp的縮寫，擁有Stomp的意思。歌曲發行後隨即橫掃各大音樂排行榜，其雙人舞亦曾被多位男女藝人模仿。
2013年10月28日再以TROUBLE MAKER身份推出迷你二輯《Chemistry》，主打歌名為「沒有明天」，此曲拿下回歸多項音樂節目冠軍，更是首位拿到音樂節目「人氣歌謠」改制後滿分(11000分)的藝人。

### 个人出道
2015年5月12日發行了個人首張專輯《MY》，是BEAST中繼梁耀燮和龍俊亨後，第三位以個人身份出道的成員。其主打歌為"你是我的第一次"。
2016年4月19日，Cube娛樂宣布成員張賢勝因音樂理念與其餘五名成員不相同，而退出團體BEAST。12月13日，公佈已與Cube娛樂續約。
2017年4月1日，在 Oh Ye Ri 發行的歌曲「This is Love」中客串饒舌。7月27日，發行單曲《Home》。
2020年12月17日，發行單曲《차가운 너의 손을 따스히 감싸주고 싶어(I Just Can't Stop Loving You)》。
2021年8月3日，與Cube娛樂合約到期不續約。
2022年10月1日，與嘻哈、R&B經紀公司MINEFIELD簽約，將以藝名「ABLE」重新出發。
2025年4月9日，與經紀和唱片公司韩国華納音樂厂牌MPLIFY Records簽約，將以本名「張賢勝」重新回歸。 張賢勝將在4月29日，發行單曲《Orbit》。

## 評價
張賢勝在BEAST內部較其他成員顯得更為安靜，忠實於自己的角色，完全是模範學生模樣，重新組合讓粉絲和歌迷看到他的新的一面。
對於賢勝在BigBang出道實錄中的表現，洪勝成評價道：“YG娛樂公司的梁鉉錫社长面對賢勝總是面無表情，感到平淡無味，評價他天賦不足。而我眼中的賢勝是一個洋溢着天賦不知如何消耗的孩子，他有熱情，同時也是一个實力派，我可以预知賢勝充满希望的未来。賢勝散發出同樣的光芒，但是根據接受的人的主觀意識，竟然有如此不同的評價，真神奇。”把賢勝带到CUBE来之后，洪胜成社长还特意召集了全体员工，让他们对贤胜要有特别的关怀，同时不能让他看出破绽。目的就是让心灵处于闭塞状态的贤胜打开心扉。洪胜成社长在书中说：“失利的过程在节目中公开，这样的压力不是谁都能承受的。”
所幸的是，贤胜性格单纯，对于外界纷扰并没有太大的心情波澜，也逐渐适应了CUBE的新生活。“賢勝是BEAST成員裏格外愛給我打電話的孩子，”洪勝成說，“誰說賢勝木納？成員們聚到一起的話，全部都有各自的角色，賢勝好像就是負責撒嬌的。 ”而撒嬌這種事，賢勝似乎並不喜歡刻意在節目中表演，因為他有更重要的原則要堅持，那便是鑽研舞蹈。
對於舞蹈，賢勝有著自己的執著。他說：“我覺得，在舞蹈跳到極致之前，我沒有時間分心做別的事情。”賢勝非常努力，在出道後也经常住在練習室，抓緊一切時間練習，故此被人起了個外號，叫作“練習蟲”。公司的工作人員說他每天都是一樣的，一直練習。賢勝好像相信在某個瞬間，自己會突然成長起来，從量變達到質變。可以說他是沉醉在音樂裏，懂得隨旋律搖擺的孩子，是一個深深陷入獨自練習裏的人。音樂和舞蹈是像賢勝最親近的朋友，憑借在舞台上最想發光的願望，他每次都盡力練習，所以，成功不会背叛這樣努力的賢勝。

## 影視作品

### 舞台劇
| 年份   | 劇名                 | 角色   |
| ------ | -------------------- | ------ |
| 2012年 | 《莫札特》           | 莫札特 |
| 2014年 | 《Bonnie and Clyde》 | Clyde  |

### 綜藝節目
- 2011年12月8日：Mnet《Wide Open Studio》
- 2011年12月11日：KBS《搞笑演唱會》
- 2013年1月12日：KBS《挑戰金鐘》
- 2013年12月7日、14日：KBS《不朽的名曲：傳說在歌唱2》
- 2014年6月7日、14日：KBS《不朽的名曲：傳說在歌唱2》
- 2015年5月20日：KBS2《MV Bank Stardust》
- 2021年12月24日：Watcha《Double Trouble》

## 音樂作品

### 迷你專輯
| 專輯 | 專輯資料                                                                                       | 曲目 |
| ---- | ---------------------------------------------------------------------------------------------- | --- |
| 1st  | 首張個人迷你專輯《MY》 - 音源發行日：2015年5月8日 - 實體專輯發行日：2015年5月12日 - 語言：韓語 | 曲目 1. It's Me 2. Ma First (Feat.Giriboy) 3. Break Up With Him (Feat.Dok2) 4. Dirty Joke 5. Come out 6. I Side I Love You                                                                   |
| 2nd  | 第二張個人迷你專輯《Unparadise》 - 音源發行日：2023年8月2日 - 實體專輯發行日：無 - 語言：韓語  | 曲目 1. Side effects 2. Sorry about what (Feat. Choisul) 3. Last night (Feat. Owen) 4. Paradise 5. What Should I Do 6. Ghetto 7. Reminiscence (Interlude) 8. Daisy Remix (Feat. ARON, INJAE) |

### 數位單曲
| 專輯 | 專輯資料                                                                               | 曲目                                                                        |
| ---- | -------------------------------------------------------------------------------------- | --------------------------------------------------------------------------- |
| 1st  | 個人數位單曲《HOME》 - 音源發行日：2017年7月27日 - 語言：韓語                          | 曲目 1. Home                                                                |
| 2nd  | 個人數位單曲《I Just Can't Stop Loving You》 - 音源發行日：2020年12月17日 - 語言：韓語 | 曲目 1. 차가운 너의 손을 따스히 감싸주고 싶어(I Just Can't Stop Loving You) |
| 3rd  | 個人數位單曲《Feeling》 - 音源發行日：2022年10月9日 - 語言：韓語                       | 曲目 1. Feeling                                                             |

### 原聲帶
| 發行日期      | 原聲帶               | 歌曲     | 演唱者           |
| 2010年12月2日 | MBC《全部我的愛》OST | Loving U | 耀燮、賢勝、斗俊 |

### 韓國音樂著作權協會登記
| KOMCA 登記名字 | 編號     | 歌曲   |
| -------------- | -------- | ------ |
| 장현승         | W1041700 | [ 15 ] |

## 獎項

### 大型頒獎禮獎項
| 年份 | 獎項                                     |
| ---- | ---------------------------------------- |
| 2016 | - 第4屆音悦V榜年度盛典－韩国最佳男歌手獎 |

## 外部連結
- 張賢勝的Instagram帳戶
- 張賢勝官方YouTube頻道
- MPLIFY Records的Instagram帳戶